# Падуа (провинция)
Падуа (на италиански: Provincia di Padova) е провинция в Италия, в региона Венето.
Площта ѝ е 2142 км², а населението – 940 090 души (2012). Провинцията включва 102 общини, административен център е град Падуа.

## Климат
По-голямата част от провинцията има умерен субконтинентален климат по климатичната класификация на Кьопен.
Зимите обикновено са умерено студени, като няма екстремни топли и студени температури. Замръзването е типично в низините, като има 60-70 дни със замръзване на почвата годишно. Температурите обикновено не спадат под -12 °C. Най-ниската измерена температура е -19,2 °C през януари 1985 г. Снеговалежите са променливи от година до година – има години почти без снеговалежи и такива с чести снеговалежи. Средната снежна покривка е 20 см годишно.. Мъглите са чест феномен, който може да трае цял ден.
Летата са умерено топли и влажни. Максималната измерена температура е 39,8 °C през август 2003 г. Обикновено температурата на въздуха достига 36 °C през годината. Най-влажните месеци от годината са между април и юни.

## Административно деление
Провинцията се състои от 102 общини:
- Падуа
- Абано Терме
- Албинязего
- Ангуилара Венета
- Аня
- Аре
- Аркуа Ретрарка
- Арцергранде
- Баньоли ди Сопра
- Баоне
- Барбона
- Баталя Терме
- Боара Пизани
- Боволента
- Борго Венето
- Боргорико
- Бруджине
- Веджано
- Вескована
- Вигицоло д'Есте
- Вигодарцере
- Вигонца
- Вила дел Конте
- Вила Естенсе
- Виланова ди Кампосампиеро
- Вилафранка Падована
- Во'
- Гадзо
- Галиера Венета
- Галциняно Терме
- Гранторто
- Гранце
- Дуе Караре
- Есте
- Кадонеге
- Казале ди Скодозия
- Казалсеруго
- Кампо Сан Мартино
- Камподарсего
- Камподоро
- Кампосампиеро
- Кандиана
- Карминяно ди Брента
- Картура
- Карчери
- Кастелбалдо
- Кодевиго
- Конселве
- Корецола
- Куртароло
- Леняро
- Лимена
- Лореджа
- Лоцо Атестино
- Мазера ди Падова
- Мази
- Масанцаго
- Мелядино Сан Витале
- Мерлара
- Местрино
- Монселиче
- Монтаняна
- Монтегрото Терме
- Новента Падована
- Оспедалето Еуганео
- Пернумия
- Пиацола сул Брента
- Пиаченца д'Адидже
- Пиове ди Сако
- Полверара
- Понсо
- Понте Сан Николо
- Понтелонго
- Поцоново
- Пьомбино Дезе
- Роволон
- Рубано
- Саколонго
- Сан Джорджо деле Пертике
- Сан Джорджо ин Боско
- Сан Мартино ди Лупари
- Сан Пиетро Виминарио
- Сан Пиетро ин Гу
- Сант'Анджело ди Пиове ди Сако
- Сант'Елена
- Сант'Урбано
- Санта Джустина ин Коле
- Саонара
- Селвацано Дентро
- Солезино
- Стангела
- Теоло
- Тераса Падована
- Томболо
- Тореля
- Требазелеге
- Трибано
- Урбана
- Фонтанива
- Черварезе Санта Кроче
- Чинто Еуганео
- Читадела